# Мунски, Майна-Мириам
Ма́йна-Ми́риам Му́нски (24 сентября 1943, Вольфенбюттель, ФРГ—26 октября 1999, Берлин) — немецкая художница, график острой социальной направленности. Пользовалась приёмами критического реализма и фотореализма, исследуя в своей живописи мир, в котором звание «человек» отнюдь не звучит гордо.

## Биография
Майна Мунски родилась в 1943 году в семье архитектора Оскара Мунски (1910—1947) и фотографа Гертруды Шмидт (1912—1986).
- 1960—1964 обучается в англ. Государственной академии художеств, Брауншвейг.
- 1964—1967 стажируется в Accademia di Belle Arti, во Флоренции в классе Уго Капоччини. Здесь она изменила внешность, покрасив светлые волосы в черный цвет; с тех пор до самой смерти носила только чёрное.
- 1967—1970 : творческие исследования в Академии изящных искусств в Западном Берлине.
- С 1970 года являлась членом Немецкой ассоциации художников. В том же году Майна-Мириам выходит замуж за художника иллюстратора Петера Зорге[нем.] (нем. Peter Sorge). А в декабре 1972 у них родился сын Даниэль Бен.
- С 1972 года Мунски — член-учредитель художественного объединения «Аспект» (группа, в которую входили Герман Альберт[нем.] (нем. Hermann Albert), Ханс-Юрген Диль[нем.] (нем. Hans-Jürgen Diehl), Петер Зорге[нем.] и Клаус Фогельгезанг[нем.] (нем. Klaus Vogelgesang). Группа просуществовала до 1978 года[2].

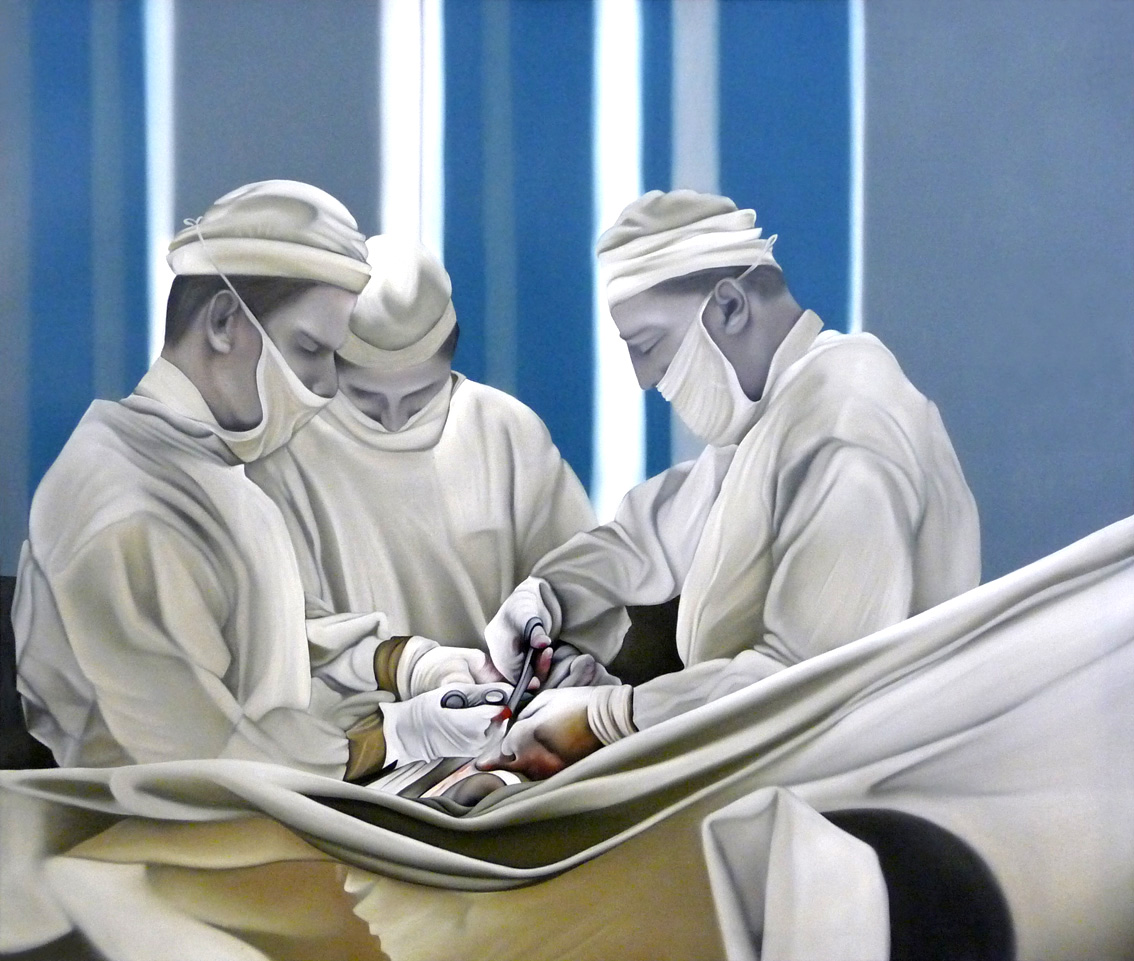
Хирургическое вмешательство IV (Хирурги), 1973
Холст, масло 150 × 180 см. Галерея Поль, Берлин

## Творчество
Майна-Мириам Мунски обращалась к исследованию будней хирургов, акушеров, санитаров в операционных, роддомах и приютах для бездомных. В Берлине её допускали в этот закрытый стерильный мир и позволяли фотографировать сцены, от которых мы торопимся отвести взгляд, в которые не принято всматриваться.
По добытым фотографиям художница делала эскизы, сосредотачиваясь на современном подходе к описанию событий; старалась найти живописный аналог хладнокровному, констатирующему стилю медицинских заключений.
Так были созданы около 200 масляных картин в манере, близкой и фотореализму, и социально-критическому реализму. Сама художница предпочитала термин «правда».

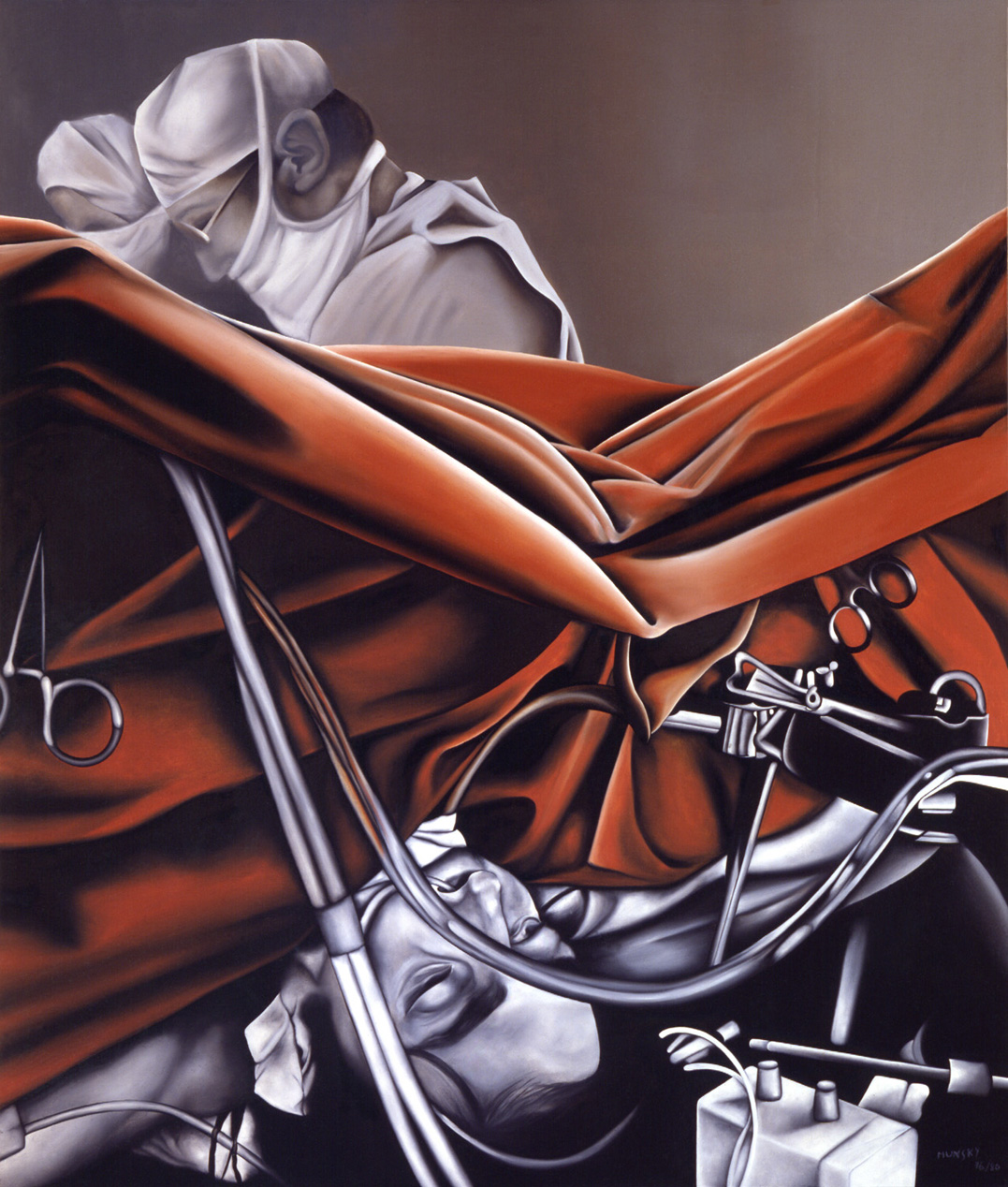
Красная простыня I. 1976
холст, масло 130× × 110 см.
Частная коллекция, Мюнхен

Я пишу свои картины кистью, используя фотографии, снятые мною лично. Я пишу хирургические вмешательства врачей в жизнь женщины, ребёнка. Я пишу операции, рождение и смерть, критические ситуации в жизни человека, его беспомощность, приближающийся конец. Я пишу свои картины настолько объективно и правдиво, насколько это возможно.— 

## Литература

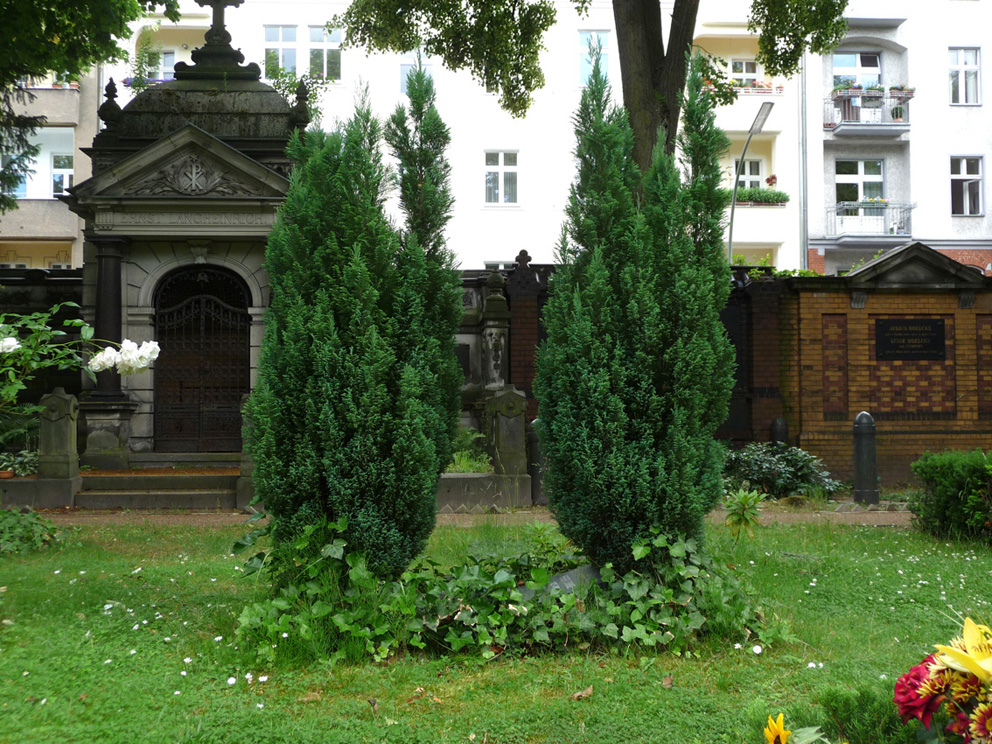
Могила Майны-Мириам Мунски на кладбище Санкт-Маттеус-Кирххоф / St.-Matthäus-Kirchhof в берлинском районе Шёнеберг

## Музейные собрания
- MoMA, Нью-Йорк
- англ. Кунстмюзеум, Гётеборг
- Berlinische Galerie, Берлин
- Музей Кунстпаласт, Дюссельдорф
- англ. Märkisches Museum, Виттен